# Koliuhiv, Tîvriv
Koliuhiv (în ucraineană Колюхів) este localitatea de reședință a comunei Koliuhiv din raionul Tîvriv, regiunea Vinnița, Ucraina.

## Demografie
Componența lingvistică a localității Koliuhiv
     Ucraineană (94,09%)
     Rusă (5,12%)
     Alte limbi (0,79%)
Conform recensământului din 2001, majoritatea populației localității Koliuhiv era vorbitoare de ucraineană (94,09%), existând în minoritate și vorbitori de rusă (5,12%).